# Avolta
Avolta AG precedentemente Dufry, è una società di travel retail con sede a Basilea. Opera con circa 1700 negozi duty-free negli aeroporti, linee di crociera, porti, stazioni ferroviarie e aree turistiche. Fondata nel 1865 come Weitnauer, impiega nel 2018 circa 36.000 persone e opera in oltre 65 Paesi.
Dal 2003 al 2023 si è chiamata Dufry. Dal dicembre 2005 è quotata in Borsa presso la SIX Swiss Exchange. Nel 2023, a seguito della fusione con l'italiana Autogrill, cambia il nome in Avolta.

## Storia
La società è stata fondata nel 1865 come negozio al dettaglio con il nome di Weitnauer. Nel 1948 Weitnauer entrò nel commercio duty-free come grossista. Con l'apertura del suo primo negozio duty-free a Parigi nel 1953, l'azienda iniziò anche a operare come rivenditore in questo settore. Nel 2003 la società è stata ribattezzata Dufry e l'anno successivo è stata strategicamente riallineata con la vendita al dettaglio di viaggi come attività principale. Le attività di vendita all'ingrosso e non core sono state così vendute.
Nel 2006, 2007 e 2008, Dufry ha effettuato diverse importanti acquisizioni all'estero. Tra cui l'acquisizione di Brasif, il più grande operatore di negozi duty-free in Brasile. Con il gruppo Hudson, Dufry ha anche acquisito una società leader nel mercato nordamericano.
Nel 2014 il concorrente svizzero Nuance Group è stato rilevato per 1,55 miliardi di Franchi svizzeri.

Logo di Dufry AG dal 2015 al 2023

Nel 2015 Dufry ha acquisito la società italiana World Duty Free  per 3,6 miliardi di euro. rilevando la quota di maggioranza dell'azienda  da Schema34, società di Edizione Srl della famiglia Benetton e aumentando così la sua presenza in Europa e in Asia.
Nel febbraio 2018, la controllata nordamericana Hudson Group è diventata pubblica e quotata alla Borsa di New York (NYSE).
Il cinese HNA Group ha acquisito una partecipazione del 20,9% in Dufry nella primavera del 2017, ma l'ha ridotta al 3% all'inizio del 2019.
Nel 2023 Dufry si unisce con l'italiana Autogrill e con un'assemblea il 3 novembre decide di cambiare il nome in Avolta. La prima azionista della nuova azienda è la famiglia Benetton.